# Le Grabuge
Pour plus de détails, voir Fiche technique et Distribution.
Le Grabuge est un film français réalisé par Édouard Luntz, produit en 1968, mais dont la sortie a été retardée en 1973, à la suite d'un conflit entre le réalisateur et la production qui jugeait le film trop provocateur.

## Synopsis
Une femme, issue d'une famille bourgeoise, épouse un homme sans amour. Elle se souvient (ou rêve ?) d'une vie d'aventures et de contrebandiers qui détournent des bateaux pendant la nuit. Elle se fait enlever par le chef de la bande ennemie, dont elle tombe amoureuse.

## Fiche technique
- Titre anglais : Hung Up
- Titre au Brésil : Operaçao Tumulto
- Réalisation : Édouard Luntz, assisté de Claude Othnin-Girard
- Scénario : Jean Duvignaud
- Production : 20th Century Fox Corporation
- Producteurs : Darryl F. Zanuck, Edward-C. Leggewie, Vincenzo Labella
- Coproducteur : André Hakim
- Distribution France : Lira Films
- Image : Jean Badal
- Genres :  aventures, action
- Musique : Baden Powell
- Montage : Suzanne Sandberg
- Durée : 80 minutes
- Tournage : 29 avril 1968 - 13 juillet 1968
- Visa délivré le : 20 juillet 1972
- Date de sortie :
  - France : 10 mai 1973

## Distribution
- Patricia Gozzi : Dina
- Julie Dassin : Édith
- Gérard Zimmermann : Frédéric
- Éric Penet : Éric
- Calvin Lockhart : Pablo
- Jany Holt : la mère
- José Lewgoy : le père
- José Carlos Monteiro : le fiancé
- Gérard Huart

## Production
Le film, tourné entre avril et juillet 1968, a fait l'objet d'un conflit entre le réalisateur et son producteur, dont la presse de l'époque s'est fait l'écho. Le film ne fut pas distribué en 1968, la Fox qui l'avait produit jugeant l'intrique « trop provocatrice », Darryl F. Zanuck de la Fox étant choqué par « la violence antibourgeoise du film ».